# Horabagrus
Horabagrus is een geslacht van straalvinnige vissen uit de familie van stekelmeervallen (Bagridae).

## Soorten
- Horabagrus brachysoma (Günther, 1864)
- Horabagrus nigricollaris Pethiyagoda & Kottelat, 1994